# 徐寄庼
徐寄庼（1882年2月20日—1956年12月25日），原名陈冕，字寄庼，自号松台山人，以字行，浙江永嘉（今浙江省温州市鹿城区）人，中国银行家、经济学家和钱币学家，江浙财阀代表人物。曾任浙江兴业银行董事长、中央银行副总裁代理总裁职务，也是上海市银行同业公会及其机关刊物《银行周报》联合创始人、上海总商会领导人之一。因其抗战表现，媒体美名曰“金融界之莲花”。

## 生平
徐寄庼本姓陈名冕，1882年2月20日出生于温州府城，家住信河街周宅祠巷。由于他的外祖父徐某将膝下四子中的三个儿子过继他人，因此陈冕父亲陈瀛士这一辈胞兄分别有徐、翁、叶三姓，陈冕冠以原姓，改称徐陈冕。1897年考入永嘉县学，与黄溯初同科；1904年二人结伴自费留学日本，就读于东京弘文书院，后于山口高等商业学校研读金融，曾经拜入章太炎门下；1905年夏回国，在温州与黄溯初、吴钟镕倡议发起温处学务分处（温州大学前身），获得当时道台批准，出任管理部副主任；1908年改任温州师范学堂（温州中学前身）监学；1912年在好友黄溯初邀请下，来到上海，共同创办《时事新报》。
1914年徐寄庼离开上海，出任中国银行浙江兰溪、江西九江支行经理。1917年，出任浙江兴业银行上海分行副经理，上海总行成立后升任总行协理、常务董事。1922年，徐寄庼在主持浙江兴业银行财务时力排众议，在金融界率先以十足准备金发行纸币，纸币发行准备金由40%现金和60%债券构成，在社会引起轰动，浙江兴业银行从此顺风顺水，连续数年存款规模名列全国第一，逐渐成为了南三行之首。1917年，徐寄庼和张公权等人发起了上海银行公会，并参与创办中国第一份金融刊物《银行周报》，并且由于张公权需要去北京出任中国银行副总裁，因此接替张公权成为《银行周报》第二任主持人。1925年12月《银行周报》总编辑徐沧水不幸早逝，徐寄庼提议建立委员会集体主持编辑工作，徐寄庼自己则曾经连任五届委员会委员。徐寄庼还曾出版《日本语典》，自署永嘉松台山人，由银行周报社和商务印书馆出版发行。从1919年开始，徐寄庼在《银行周报》发表数篇文章推动货币改革，主张在上海建立新的铸币厂，并抨击钱庄的汇划制度，后被任命为上海中央造币厂厂长。徐寄庼因其经营能力和影响力为社会各界所器重，1930年被推举为首任上海市商会主席委员，但再三推辞下最后出任常务委员。1932年孙科出任国民政府行政院长，中央银行总裁宋子文和副总裁陈行辞职，徐寄庼临时受命担任中央银行副总裁代理总裁职务，但不到一月孙科内阁垮台，徐寄庼改任央行监事，回到兴业银行就职。回到浙江兴业银行后，他又与同僚推动上海市票据交换所以对抗钱庄的汇划业务。1933年国民政府废两改元之际，徐寄庼担心旧币将从此绝迹，因此搜罗各种旧币收藏，自费出版《近代泉币拓本》。
1936年好友黄溯初所办通易公司因财产挪用案破产，由于徐寄庼担任通易公司董事，许多人到浙江兴业银行和其寓所讨债，但他除公寓再无可出，最后请来杜月笙出手调解此事，却也因此债台高筑、名声扫地。1937年八一三淞沪会战爆发后，徐寄庼任上海总商会常务委员、租界华人纳税委员会副主席、地方协会理事、抗战后援会委员、筹募救国公债委员会委员，1939年后成为上海总商会实际领导人，1941年3月随会转移香港并在6月赴重庆报告国民政府转移情况，但日军于1941年底发动香港战役占领香港，将一众逃港的上海金融界人士押送上海。日军希望能够出面主持上海金融，但他托病不出，暗中联系蒋伯诚、杜月笙等人保护上海金融界资产免于流失到日伪政权。1939年高宗武私下告知黄溯初汪精卫与日本政府密约内容，黄溯初找到徐寄庼商议此事，二人均认为实属卖国，于是对高宗武晓之以理，促成陶希圣、高宗武1940年初逃亡香港，在《大公报》刊文揭露汪日密约，是为高陶事件。1944年他代表浙江兴业银行向中共地下党组织成立的“上海工商职工资金处”提供资金，间接为青年到苏北解放区提供差旅费。而到了汪精卫政权向上海银行业征收营业税时，徐寄庼与杜月笙等上海滩大佬一起决定隐瞒营业额，联合抵制伪政府重税勒索。当时有报纸评价其在抗战中的表现，称赞其为“金融界之莲花”。
1945年抗战胜利后，国民政府任命其为政府特派员，负责接收伪政府上海市商会及银行公会。当时的上海银行界因为国民政府接收陷入混乱，金城银行的附属机构被勒令停办，中孚银行则被吊销执照，担任浙江兴业银行董事长30年之久的叶景葵与蒋中正关系并不密切，担心国民政府接收变劫收，将董事长职位交给了本行出身的徐寄庼。1946年当选为上海市参议会议员，与杜月笙同为副议长。1948年，徐寄庼当选为行宪国民大会代表。1949年5月，蒋中正将召其至吴淞口海军基地，希望他能够一同前往台湾，徐寄庼以健康原因拒绝前往。蒋中正也曾希望他能够到香港去，徐寄庼以自己没钱，在香港生活无着落推辞，虽然蒋中正承诺解决生活问题，但徐寄庼依旧不肯离开上海。1949年解放军占领上海后，徐寄庼因重病难以继续工作，但屡次请辞不成，中央人民银行首任行长南漢宸曾为其挽留。1952年上海工商业社会主义改造、所有银行公私合营后退休。为了解决其生活问题，政府还给他安排中国银行私方董事职务，津贴补贴家用。1956年12月25日，病逝于上海万航渡路寓所。

## 身后
死后初葬于上海市虹桥公墓，文革期间被毁。家属收敛骨灰，迁葬于温州郭溪，与弟尧卿同眠。
徐寄庼热爱收藏，个人藏品涵盖钱币、陶瓷、字画、茶叶等等，据说许多国民党高官离开大陆、前往台湾时会将无法带走的财产托付给徐寄庼。香港富商邱季端曾结识徐寄庼孙子，由此对徐家收藏深感兴趣，于是数十次前往浙江和安徽寻访徐家后人与旧仆，并从中获得了上万件藏品。